# Quan thoại Singapore
Quan thoại Singapore hay Tiếng Hoa Singapore (giản thể: 新加坡华语; phồn thể: 新加坡華語; Hán-Việt: Tân Gia Ba Hoa ngữ; bính âm: Xīnjiāpō Huáyǔ) là một phương ngữ Quan thoại được sử dụng rộng rãi ở Singapore. Đây là một trong bốn ngôn ngữ chính thức của Singapore cùng với Anh, Mã Lai và Tamil.
Quan Thoại Singapore có thể được phân loại thành hai phương ngữ riêng biệt: Quan Thoại Singapore tiêu chuẩn và Quan Thoại Singapore thông dụng. Hai phương ngữ này dễ dàng phân biệt bởi một người thành thạo Quan thoại. Quan thoại Singapore tiêu chuẩn là dạng thức Quan thoại được sử dụng trong những dịp trang trọng hơn ở Singapore và có thể được nghe trên truyền hình và đài phát thanh. Nó cũng là dạng thức được dạy trong tất cả các trường của chính phủ Singapore, trong khi Quan thoại của người Singapore (Singdarin) là dạng thức được sử dụng bởi dân chúng nói chung. Họ có xu hướng đưa vào nhiều từ ngữ từ những ngôn ngữ khác, như tiếng Mã Lai và tiếng Anh.
Quan thoại Singapore chỉ được cộng đồng người Hoa ở Singapore sử dụng rộng rãi sau Chiến dịch Nói tiếng Hoa năm 1979. Ngày nay, nó được coi là ngôn ngữ phổ biến thứ hai ở Singapore, sau tiếng Anh. Do được sử dụng rộng rãi, Quan thoại Singapore đã thay thế tiếng Phúc Kiến Singapore như là lingua franca của cộng đồng người Hoa ở Singapore ngày nay. Sau sự phát triển kinh tế của Trung Quốc trong thế kỷ 21, trình độ tiếng Quan thoại đã được xem với tầm quan trọng ngày càng tăng lên rõ rệt ở Singapore. Trong năm 2010, đã có sự gia tăng số người Singapore biết hai ngôn ngữ trở lên.
Với sự gia tăng di cư của người Trung Quốc đại lục từ Trung Quốc đại lục đến Singapore trong thời gian gần đây, Quan thoại Singapore đã dần nghiêng về Hán ngữ tiêu chuẩn. Hiện tại, tiếng Quan thoại Singapore tiếp tục phát triển với những ảnh hưởng lớn đến từ Hán ngữ tiêu chuẩn, Quan Thoại Đài Loan và tiếng Anh.

## Tổng quan

### Quan thoại Singapore tiêu chuẩn
Chuẩn chính thức của Quan thoại Singapore, được biết đến tại Singapore là Hoa ngữ (华语), dựa trên ngữ âm của phương ngữ Bắc Kinh và ngữ pháp của Bạch thoại, gần như giống hệt với Quan thoại tiêu chuẩn sử dụng ở nước Cộng hòa Nhân dân Trung Hoa (còn gọi là Phổ thông thoại 普通话) Và Trung Hoa Dân Quốc (Đài Loan) (được gọi là Quốc ngữ 國語). Quan thoại Singapore tiêu chuẩn thường được nghe trên kênh truyền hình tiếng Trung, và Quan thoại Singapore nói chung tương tự như Quan thoại Đài loan về mặt ngữ âm, từ vựng và ngữ pháp so với Hán ngữ tiêu chuẩn. Sự khác biệt nhỏ chỉ xuất hiện ở dạng từ vựng.

### Quan thoại Singapore thông dụng
Quan thoại Singapore thông dụng chịu ảnh hưởng từ các ảnh hưởng lịch sử, văn hóa và xã hội địa phương của Singapore. Như vậy, có sự khác biệt đáng chú ý giữa Quan thoại Singapore và Phổ thông thoại. Do có một nền văn hóa và lịch sử chung giữa người Singapore gốc Hoa và người Malaysia gốc Hoa, tiếng Quan thoại Singapore mang nhiều nét tương đồng với Quan thoại Malaysia.

### Đặc điểm của tiếng Quan thoại Singapore tiêu chuẩn

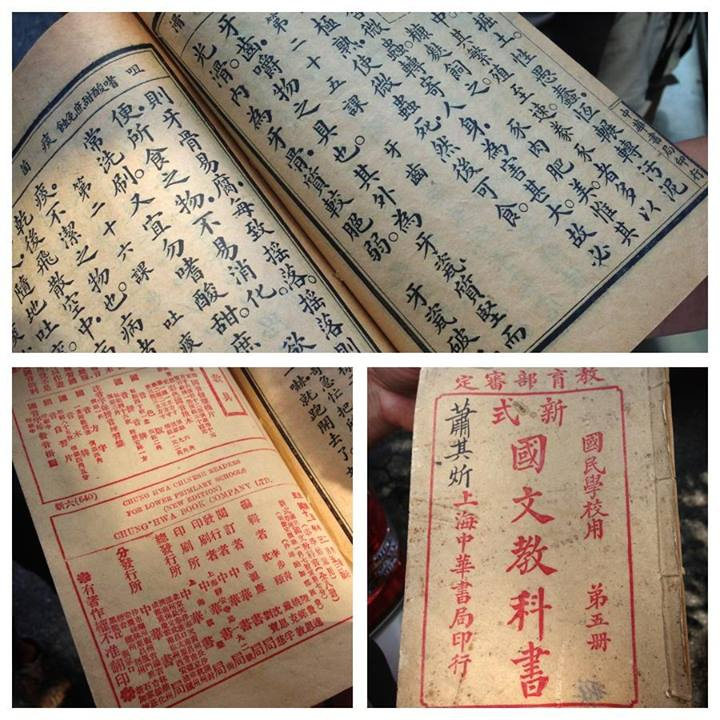
Tân thức Quốc Văn giáo khoa thư (Sách giáo khoa tiếng Trung) được sử dụng tại trường Trung Quốc của Singapore năm 1911. Sách giáo khoa đến từ Trung Hoa Dân Quốc và bằng tiếng Trung Quốc cổ điển.

Quan thoại Singapore đã bảo tồn các từ vựng và một số đặc điểm khác từ văn ngôn và Bạch thoại tảo kì (早期白話; zǎoqī Baihua), có niên đại từ đầu thế kỷ 20. Kể từ khi các trường trung học Trung Quốc của Singapore chấp nhận các tài liệu giảng dạy tiếng Trung từ Trung Hoa Dân Quốc vào đầu thế kỷ 20, các cách phát âm Quan thoại ban đầu của Singapore dựa trên chú âm phù hiệu trong Từ điển Phát âm Quốc gia (國音字典, Quốc âm tự điển) và Từ vựng về Phát âm Quốc gia Sử dụng hàng ngày (國音常用字彙, Quốc âm thường dụng tự vựng). Như vậy, nó đã bảo tồn nhiều hình thức phát âm cũ hơn. Ngoài ra, trong quá trình phát triển ban đầu, Quan thoại Singapore cũng chịu ảnh hưởng bởi các phương ngữ tiếng Hán khác ở Singapore như tiếng Phúc Kiến, tiếng Triều Châu, tiếng Quảng Châu, vân vân.
Từ năm 1949 đến 1979, do thiếu liên kết giữa Singapore và Cộng hòa Nhân dân Trung Hoa, tiếng Hán chuẩn đã không gây ra bất kỳ hình thức ảnh hưởng nào đối với Quan thoại Singapore. Ngược lại, phần lớn các phương tiện giải trí tiếng Hoa, văn học, sách và tài liệu tiếng Hán ở Singapore chủ yếu đến từ Đài Loan. Do đó, Quan thoại Singapore đã bị ảnh hưởng bởi Quan thoại Đài Loan ở một mức độ nhất định. Sau những năm 1980, cùng với Chính sách mở cửa của Trung Quốc, đã có sự tiếp xúc ngày càng tăng giữa Singapore và Trung Quốc đại lục, do đó làm tăng ảnh hưởng dần dần của Phổ thông thoại đến Quan thoại Singapore. Những ảnh hưởng này bao gồm việc áp dụng bính âm và chuyển từ sử dụng các chữ Hán phồn thể sang chữ Hán giản thể. Lượng lớn từ vựng từ Phổ thông thoại cũng đã tìm được đường vào Quan thoại Singapore mặc dù chỉ với mức độ không lớn.

### Sách tiếng Trung
- 周清海编著， 《新加坡华语词汇与语法》，新加坡玲子传媒私人有限公司出版，, September 2002, ISBN 981412723X， ISBN 978-981-4127-23-3 (Zhou, Qinghai (2002), Vocabulary and Grammar of Singaporean Mandarin, Lingzi Media)
- 周清海（著），《变动中的语言》，新加坡玲子传媒私人有限公司出版, 2009, ISBN 9814243922、ISBN 9789814243926 (Zhou, Qinghai (2009), The changing languages, Lingzi Media)